# Miguel Reyes Núñez
Miguel Reyes Núñez (Los Ángeles, 18 de enero de 1944) es un bombero y abogado  chileno. Desde 2006 hasta 2018 fue presidente nacional de Bomberos de Chile.

## Biografía
Nació el 18 de enero de 1944 en la ciudad chilena de Los Ángeles, en la Región del Biobío. Sus estudios secundarios fueron interrumpidos por el Terremoto de Valdivia de 1960 debiéndose trasladar a estudiar a la capital en el liceo José Victorino Lastarria.
De vuelta a su región ingresó como voluntario del Cuerpo de Bomberos de Florida y tras un receso a partir del año 1973, regresó a las filas de esa institución en 1978, donde llegó a alcanzar el cargo de superintendente, ejerciéndolo 27 años. Además, su interés por la institución bomberil lo llevó a desempeñarse como Asesor Jurídico del Cuerpo de Bomberos de Concepción, del Consejo Provincial y del Consejo Regional, fue también Vicerrector de la Sede Bío-Bío de la Academia Nacional de Bomberos, Inspector Nacional de Asuntos Jurídicos, Director Nacional y Vicepresidente Nacional de Bomberos de Chile.
En la Asamblea Nacional de Bomberos del 2006 fue elegido presidente y el 2008 fue reelecto para tal cargo.